# Cambuskenneth
Cambuskenneth (gaèlic escocès: Camas Choinnich pronunciat [kʰamas̪ s̪kʲɛnɪl]) és un poble de la ciutat de Stirling, Escòcia. Té una població de 250 i és el lloc de la històrica Abadia de Cambuskenneth. Està situat al costat del riu Forth i l'accés únic al poble es troba al llarg de la carretera Ladysneuk de Alloa Road, a Causewayhead. En 1935 es va construir una passarel·la al llarg del riu fins al districte veí de Riverside. Abans d'això, l'accés a Stirling era per ferri.
El poble es troba al lloc d'un antic hort. La casa pública del poble, l'Abbey Inn es troba a la cantonada de North Street i va tancar l'any 2016. Al costat de la passarel la porta del poble, que és el lloc de trobada del consell comunitari i, a més, el parc, que té una obra infantil àrea i un petit camp de futbol.